# Blå lövbock
Blå lövbock (Stenostola dubia) är en skalbagge i familjen långhorningar. Den kallas även lövgrenbock.

## Kännetecken
Blå lövbock blir mellan 9 och 14 millimeter lång. Den har långsmal svart kropp med antydan till blågrön metallglans på täckvingarna. Metallglansen skiljer den från den mycket snarlika arten svart lövbock. Hela skutellen har vit behåring till skillnad mot svart lövbock som bara brukar ha vit mittstrimma. Antennerna når till bakkroppens spets på honan, hanens är något längre.

### Larv
Larven blir högst 23 mm lång. Den är vit och benlös. Det första bröstsegmentet har ett fält med små gula taggar. 

## Ekologi
Blå lövbockens larv lever på olika lövträd, främst lind, rönn och hassel men ibland även på andra lövträd. Lindalléer är ett populärt tillhåll. Larven lever i döda grenar som är 2 - 5 centimeter tjocka, både på grenar som ligger på marken och på grenar i träden. Larven är fördigutvecklad efter två år och förpuppas i  maj. Skalbaggen kläcks i slutet på maj eller i juni. 

## Utbredning
Utbredningsområdet sträcker sig från England och sydligaste Skottland, över Nord-, Central- till norra Sydeuropa.
I Finland finns arten i ett relativt litet område från Helsingforstrakten i söder, till landskapet Mellersta Finland i norr. Den betraktas som sällsynt, och är rödlistad som nära hotad ("NT").
I Sverige förekommer arten från Skåne till Medelpad, med undantag för Gotland, Dalsland, Värmland, Härjedalen och Hälsingland.
Arten finns även i södra Norge och är vanlig i hela Danmark.